# Gönnebek
Gönnebek est une commune allemande du Schleswig-Holstein, située dans l'arrondissement de Segeberg (Kreis Segeberg), à 15 kilomètres à l'est de la ville de Neumünster. Gönnebek est l'une des huit communes de l'Amt Bornhöved dont le siège est à Trappenkamp.